# Сільськогосподарський провулок (Житомир)
Сільськогосподарський провулок — провулок у Корольовському районі міста Житомира.

## Характеристики
Розташований на теренах історичного району Путятинка, у місцевості, відомій як Левківка. Бере початок від вулиці Корольова. Г-подібний на плані. Прямує на південний схід та наприкінці повертає на північний схід. Завершується глухим кутом. Забудова провулка представлена житловими будинками садибного типу.    

## Історія
Виник до середини ХІХ століття. Показаний на трьохверстовці Шуберта початку другої половини ХІХ століття як проїзд до садиби. На мапі 1908-1909 рр. показаний із забудовою на розі з Левківською вулицею та наприкінці провулка (біля тупика). Показаний дещо коротшим, без вигину на північний схід. На плані 1915 року — Левківський 2-й провулок. Чинна назва з початку 1950-х років. Забудова провулка остаточно сформувалася до 1960-х років.        